# Joãozinho Tenório
João Tenório Vaz Cavalcanti Júnior (Caruaru, 26 de fevereiro de 1980) ou Joãozinho Tenório é um advogado e político brasileiro. É deputado estadual de Pernambuco pelo PRD.

## Biografia
Joãozinho Tenório é filho do também ex-prefeito de São Joaquim do Monte por três mandatos (1983 a 1988, de 1993 a 1996, e de 2001 a 2004) João Tenório. Sua primeira disputa eleitoral foi em 2008, quando disputou a prefeitura da cidade contra o então prefeito Zé Birro, que concorria à reeleição, Joãozinho Tenório perdeu para Zé Birro. Em 2012 foi eleito prefeito de São Joaquim do Monte e em 2016 foi reeleito. Ele saiu do cargo com altos índices de aprovação e conseguiu eleger seu sucessor.
Em 2022 ele se candidatou à deputado estadual pelo Patriota e foi eleito com 28.048 votos. Antes de Joãozinho Tenório, a última pessoa da cidade a ser deputado estadual havia sido Roldão Joaquim, que também foi prefeito entre de 1962 a 1970. Em 2023 tomou posse, se tornou sexto suplente na mesa diretora da Alepe com a eleição de Álvaro Porto para a presidência da casa e desde 11 de fevereiro é vice-líder do governo Raquel Lyra.

### Desempenho em eleições
| Ano  | Eleição                           | Partido  | Cargo             | Votos        | Resultado  | Ref   |
| ---- | --------------------------------- | -------- | ----------------- | ------------ | ---------- | ----- |
| 2008 | Municipal em São Joaquim do Monte | PSDB     | Prefeito          | 5.459 (2º)   | Não eleito | [ 3 ] |
| 2012 | Municipal em São Joaquim do Monte | PSDB     | Prefeito          | 7.344 (1º)   | Eleito     | [ 4 ] |
| 2016 | Municipal em São Joaquim do Monte | PSDB     | Prefeito          | 7.710 (1º)   | Eleito     | [ 5 ] |
| 2022 | Estadual em Pernambuco            | Patriota | Deputado Estadual | 28.048 (47º) | Eleito     | [ 6 ] |